# 亦都合歹
亦都合歹（蒙古语转写：Iduqadai），《元朝秘史》等汉文史料中记作亦都合歹、亦多忽歹。13世纪初蒙古帝国的千户长之一。
亦都合歹在1206年蒙古帝国建国时，被成吉思汗任命为95名千户长之一，《元朝秘史》功臣表中位列第66位。但其家族出身、归附成吉思汗的经历等均无记载。成吉思汗分封诸子（术赤、察合台、窝阔台）及诸弟（合撒儿、合赤温、铁木哥斡赤斤）时，亦都合歹与巴鲁剌思部的合剌察儿、八阿邻部的阔可搠思、札剌亦儿部的木格（蒙客）等人一同被任命为察合台的王傅。此四人率领的千户，成为察合台汗国的早期核心力量。波斯史料《史集》未提及亦都合歹之名，但提到“察合台受封巴鲁剌思·合剌察儿千户、木格那颜千户及另外两千户”，有观点认为其中未具名的千户长之一即亦都合歹。